# Lober
Lober es una localidad española del municipio de Gallegos del Río, en la provincia de Zamora y la comunidad autónoma de Castilla y León.

## Ubicación
Se encuentra ubicado en la comarca de Aliste, al oeste de la provincia de Zamora y cerca de la frontera con Portugal. El municipio está formado por siete localidades: Domez, Flores, Gallegos del Río, Lober, Puercas, Tolilla y Valer. Dista unos 5 km de Gallegos del Río y 2 km de Tolilla, las localidades más cercanas.

## Historia
Durante la Edad Media Lober quedó integrado en el Reino de León, cuyos monarcas habrían acometido la repoblación de la localidad dentro del proceso repoblador llevado a cabo en Aliste. Tras la independencia de Portugal del reino leonés, en 1143, la localidad habría sufrido por su situación geográfica los conflictos entre los reinos leonés y portugués por el control de la frontera, quedando estabilizada la situación en Aliste a inicios del siglo XIII, hecho reforzado por la firma del Tratado de Alcañices en 1297.
Posteriormente, en la Edad Moderna, Lober estuvo integrado en el partido de Alcañices de la provincia de Zamora, tal y como reflejaba en 1773 Tomás López en Mapa de la Provincia de Zamora. Así, al reestructurarse las provincias y crearse las actuales en 1833, la localidad se mantuvo en la provincia zamorana, dentro de la Región Leonesa, integrándose en 1834 en el partido judicial de Alcañices, dependencia que se prolongó hasta 1983, cuando fue suprimido el mismo e integrado en el Partido Judicial de Zamora.
Finalmente, en torno a 1850, el antiguo municipio de Lober se integró en el de Gallegos del Río.

## Naturaleza
Por el extrarradio de Lober pasa el río Mena, afluente del río Aliste. Lober cuenta con ricas tierras y pastos. Numerosos son sus prados, huertas y pinares.

## Patrimonio
Destaca la iglesia parroquial de Santa Marina, situada en el centro del pueblo.

## Fiestas
En la plaza es donde se divierten y bailan vecinos y forasteros los días de las fiestas, por la patrona del mismo nombre, Santa Marina. Antiguamente se celebraba los días 18 y 19 de septiembre, pero al igual que ha ocurrido en otros muchos pueblos de la geografía española, hará unos 20 años, se cambió a los mismos días del mes de agosto por razones vacacionales, y debido a la alta concentración de veraneantes en ese mes y al escaso éxito que tenían al celebrarse a puertas ya del otoño.